# Listán de Huelva
Listán de Huelva ist eine autochthone Weißweinsorte aus dem Süden Spaniens. Sie ist der Sorte Listán sehr ähnlich, wird aber durch die Ampelographen Hidalgo sowie Garcia de Luján als eigenständige Sorte anerkannt. Sie wird hauptsächlich in der Weinbauregion  Condado de Huelva in Andalusien kultiviert. Die bestockte Fläche liegt bei ca. 200 Hektar (Stand 1998).
Synonyme: keine bekannt

## Ampelographische Sortenmerkmale
In der Ampelographie wird der Habitus folgendermaßen beschrieben:
- Die Triebspitze ist offen. Sie ist weißwollig behaart. Die gelblich-grünen Jungblätter sind auf der Blattoberseite nur leicht behaart und bronzefarben gefleckt (Anthocyanflecken).
- Die mittelgroßen bis großen Blätter sind fünflappig und mitteltief gebuchtet. Die Stielbucht ist V -förmig offen. Das Blatt ist stumpf gezahnt. Die Zähne sind im Vergleich der Rebsorten mittelgroß.
- Die kegelförmige Traube ist mittelgroß, geschultert und mäßig dichtbeerig. Die rundlichen Beeren sind mittelgroß und von gelblich-grüner Farbe. Die Beerenschale ist knackig fest.

Die Rebsorte reift ca. 20 Tage nach dem Gutedel und gilt somit im internationalen Vergleich als fast schon spät reifend.